# Alan Pinheiro
Alan Lopes Pinheiro (Brumado, 13 mei 1992) is een Braziliaans voormalig voetballer die doorgaans als rechtsbuiten speelde.
Pinheiro wist in eigen land nooit door te breken, maar maakte in Japan naam op het tweede niveau bij de clubs Tokyo Verdy en JEF United Chiba.

## Clubcarrière
Pinheiro doorliep de jeugdopleiding van het Braziliaanse EC Vitória en promoveerde in 2012 naar het eerste elftal, maar kwam nog niet tot speelminuten. In mei 2013 werd hij uitgeleend aan tweedeklasser Ceará SC, maar maakte daar slechts één optreden en verliet de club na een maand om terug te keren naar Vitória. Op 23 juli van datzelfde jaar vertrok hij op huurbasis naar Kawasaki Frontale uit de J1 League. Na afloop van het seizoen verliet hij de club vanwege het verstrijken van het huurcontract.
Bij zijn terugkeer in Brazilië kwam Pinheiro niet verder dan één duel in competitieverband en één duel in de Copa do Brasil. Om meer speeltijd op te doen werd Pinheiro in augustus 2014 voor het restant van het kalenderjaar verhuurd aan derdeklasser ASA. In januari 2015 stalde EC Vitória haar aanvaller weer op huurbasis in Japan, ditmaal bij het op het tweede niveau opererende Tokyo Verdy. Een jaar en 31 competitiewedstrijden later werd de overstap permanent. Sinds 2015 heeft hij drie seizoenen op rij Verdy's eerste doelpunt van het seizoen gescoord.
Pinheiro groeide uit tot een vaste waarde voor Tokyo Verdy in de J2 League. In 2017 werd de play-offs bereikt, maar hierin bleek Avispa Fukuoka in de halve finale te sterk. Een jaar later haalden Pinheiro en zijn ploeggenoten wederom de play-offs om promotie naar het hoogste niveau, maar ditmaal was het Júbilo Iwata dat in de finale zegevierde. In december 2018 verliet hij Tokyo Verdy toen zijn contract afliep.
In 2019 maakte hij een definitieve overstap naar competitiegenoot JEF United Chiba. Hij eindigde met de ploeg tweemaal in het rechterrijtje. Op 14 januari 2021 werd bekendgemaakt dat hij de club zou verlaten na het aflopen van zijn contract.
Op 31 augustus 2021 tekende Pinheiro een contract tot het einde van het lopende seizoen bij de Braziliaanse tweedeklasser Londrina EC. Hier kwam hij echter slechts een wedstrijd in actie. Na ruim twee jaar zonder club te hebben gezeten, sloot de aanvaller in januari 2023 aan bij AA Maguary. De ploeg kwam uit in de Campeonato Pernambucano, het voetbalkampioenschap van de Braziliaanse staat Pernambuco. Tot slot speelde Pinheiro de tweede helft van het seizoen 2023/24 in Portugal op het vierde niveau voor Pevidém SC.